# Kasgharie
La Kasgharie ou Kachgarie est une région de Chine occidentale, autour de la ville de Kashgar, à majorité musulmane, qui proclama son indépendance entre 1866 et 1876 sous le nom d'Émirat de Kachgarie, émirat dont l'indépendance ne fut reconnue que par l'Empire britannique, l'Empire Ottoman et l'Empire russe,.

## Géographie
À partir de sa capitale, Kashgar ou Kachgar, la Kachgarie s'étendait en direction du sud-ouest vers le Xinjiang jusqu'à Ürümqi, Tourfan et Hami et jusqu'à une centaine de kilomètres dans le Xinjiang oriental[réf. nécessaire], incluant donc la plus grande partie de ce qui était depuis peu connu comme le Turkestan oriental et auparavant comme la Tartarie chinoise.

## Histoire
L'intérêt de l'Empire russe pour la région fut au XIXe siècle un foyer d'instabilité dans le Turkestan chinois. Profitant de cette situation et de la lassitude des musulmans de la région vis-à-vis du despotisme mandchou, le chef militaire Yakoub Beg (ou en transcription anglaise Yaqub Beg; en 阿古柏 ; en persan : یعقوب بیگ) conquiert Kashgar et Yarkand et prend progressivement le contrôle de la région. D'abord vassal du Khan de Kokand, il déclare l'indépendance de la Kachgarie en 1866, et y établit un pouvoir musulman, qui fut vite contesté par ses sujets.
Profitant de la concurrence entre Chine, empire Ottoman, Russie et Grande-Bretagne, Yakoub Beg signa des traités avec ces dernières puissances et obtint des armes de l'empire ottoman, mais fut impuissant à décider ses partenaires à le soutenir effectivement contre la première. Les forces chinoises, menées par le général Zuo Zongtang, entamèrent la reconquête et défirent les forces de Yakoub Beg.